# Battaglia di Old Church
La battaglia di Old Church (detta anche battaglia di Matadequin Creek) è stata un episodio della guerra di secessione americana combattuto nel maggio 1864 nell'ambito della campagna Terrestre del generale Grant contro l'Armata Confederata della Virginia Settentrionale del generale Lee.

## Contesto
A seguito della battaglia di North Anna, Grant continuò con la sua strategia che era quella di cercare di aggirare il fianco destro di Lee spingendolo verso una grande battaglia in campo aperto.
Il 27 maggio 1864, raggiunta la sponda settentrionale del Pamunkey River, la cavalleria nordista costruì una testa di ponte verso la sponda meridionale del fiume. Per impedire che i nordisti avanzassero ulteriormente, Lee inviò un contingente di fanteria che si scontrò con il nemico nella battaglia del Totopotomoy Creek.

## La battaglia
Mentre a Totopotomoy Creek infuriava la battaglia, una divisione di cavalleria nordista, guidata dal brigadiere generale Torbert, si scontrò con una brigata confederata sotto il comando del brigadiere generale Butler a Matadequin Creek, nei pressi dell'intersezione stradale di Old Church.
Dopo un duro combattimento, i confederati, inferiori di numero, si ritirarono di un miglio e mezzo verso Cold Harbor.